# Esclavitud en Angola

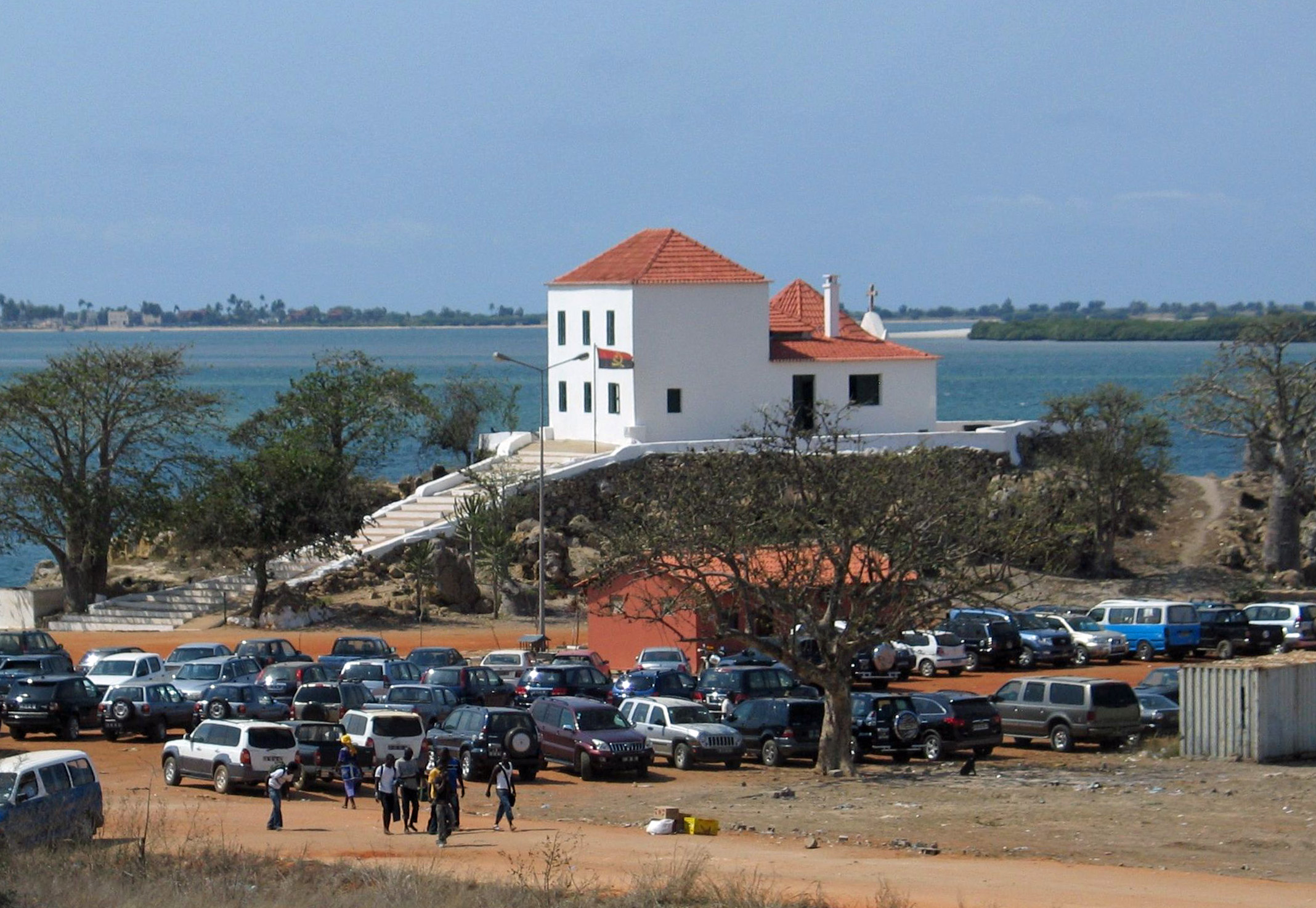
Museo de la esclavitud en Luanda

La esclavitud en Angola existió desde fines del siglo XV, cuando Portugal estableció contactos con los pueblos que habitan en el noroeste del actual país y fundó varios puestos comerciales en la costa. Varios de esos pueblos, como los Imbangala y los Mbundu, fueron comerciantes activos de esclavos durante siglos (véase Esclavitud en África). A fines del siglo XVI, los exploradores del Reino de Portugal fundaron el asentamiento fortificado de Luanda, y más tarde puestos comerciales y fortalezas menores en el Río Cuanza, así como en la costa atlántica hacia el sur hasta Benguela. Durante este primer periodo, las personas esclavizadas fueron trasladadas a Brasil y, posteriormente, al Caribe y Río de la Plata. El componente principal de sus actividades comerciales consistió en una fuerte participación en la trata de esclavos del Atlántico. El tráfico de esclavos fue abolido en 1836 por las autoridades portuguesas.

## Historia

### Comercio y conquista
El Imperio portugués conquistó al pueblo Mbundu de Angola, incorporando la economía local al comercio de esclavos del Atlántico. En 1610, Fray Luís Brandão, director de la universidad jesuita de Luanda, dirigida por los portugueses, escribió a un jesuita que cuestionaba la legalidad de la esclavitud de los angoleños nativos, diciendo: "Hemos estado aquí por cuarenta años y ha habido muchos hombres eruditos aquí y en la provincia de Brasil que nunca han considerado el comercio ilícito". Además afirmó que solo un pequeño número de nativos pueden haber sido esclavizados ilegalmente, y que los portugueses al menos los convirtieron al cristianismo. Angola exportó esclavos a razón de 10,000 por año en 1612. Los portugueses construyeron un nuevo puerto en Benguela en 1616 para expandir el acceso de Portugal a los esclavos angoleños. De 1617 a 1621, durante la gobernación de Luís Mendes de Vasconcellos, hasta 50,000 angoleños fueron esclavizados y enviados a las Américas. El Vergulde Valck, traficantes de esclavos holandeses, compró 675 de los 1,000 esclavos vendidos en Angola en 1660.
Al menos durante los siglos XVIII y XIX, Angola fue la principal fuente de esclavos forzados en la trata de esclavos del Atlántico.

### Esclavitud
Durante varias décadas, el comercio de esclavos con la colonia portuguesa de Brasil fue importante en la Angola portuguesa; los barcos brasileños fueron los más numerosos en los puertos de Luanda y Benguela. Este comercio de esclavos también involucró a comerciantes y guerreros negros locales que se beneficiaron del comercio. En el siglo XVII, los imbangala se convirtieron en los principales rivales de los Mbundu en el suministro de esclavos al mercado de Luanda. En la década de 1750, los portugueses vendieron entre 5.000 y 10.000 esclavos anualmente, devastando la economía y la población de Mbundu. Los portugueses dieron armas a los soldados de Imbangala a cambio de esclavos. Provistos con armas superiores, los soldados de Imbangala capturaron y vendieron nativos a una escala mucho mayor a medida que cada nuevo esclavo se traducía en una fuerza de agresores mejor armada. Una fuerza combinada de soldados portugueses e imbangala atacó y conquistó el Reino de Ndongo de 1618 a 1619, asediando su capital, Kabasa. Los portugueses vendieron miles de residentes de Kabasa en 36 barcos que salieron del puerto de Luanda en 1619, estableciendo un nuevo récord, destinado a plantaciones de esclavos en el extranjero. En el siglo XVIII, la guerra entre los portugueses, otras potencias europeas y varias tribus africanas, gradualmente dio paso al comercio. Las grandes rutas comerciales y los acuerdos que los hicieron posibles fueron la fuerza impulsora de las actividades entre las diferentes áreas; los estados tribales guerreros se convierten en estados listos para producir y vender. En el planalto (las altas llanuras), los estados más importantes fueron los de Bié y Bailundo, siendo este último conocido por su producción de alimentos y caucho. El poder colonial, Portugal, cada vez más rico y poderoso, no toleraría el crecimiento de estos estados vecinos y los subyugó uno por uno, de modo que a principios de ese siglo los portugueses tenían el control total sobre toda el área. A partir de 1764, hubo un cambio gradual de una sociedad basada en esclavos a una basada en la producción para el consumo interno, y más tarde para la exportación. Después de la independencia de Brasil de Portugal en 1822, las instituciones portuguesas abolieron la institución de la esclavitud en las posesiones extranjeras de Portugal en 1836.

### Trabajo forzado
El Imperio portugués estableció por primera vez un sistema de trabajo forzado de iure conocido como chibalo en todas sus colonias en 1899, pero el gobierno portugués no implementó el sistema en Angola hasta 1911 y lo abolió en 1913. Los republicanos derrocaron al rey Manuel II en el golpe de Estado de octubre de 1910. Los trabajadores de Moçâmedes, entre otras ciudades de Angola, hicieron campaña por la abolición y la manumisión. En algunas áreas, los trabajadores forzados declararon huelgas, con la esperanza de que la desaceleración económica forzaría cambios políticos. Carvalhal Correia Henriques, el nuevo gobernador de Moçâmedes, apoyó sus reclamos y dirigió las quejas laborales a su manera. La Primera República Portuguesa, el nuevo estado, abolió nuevamente el trabajo forzado, pero los empleadores cuyos negocios dependían del trabajo forzado utilizaron su influencia política para presionar al gobierno portugués para que despidiera a Henriques. El gobierno portugués legalizó el trabajo forzado en Angola nuevamente en 1911, despidió a Henriques en enero de 1912 y abolió la práctica nuevamente en 1913.
En 1926, el golpe de Estado del 28 de mayo de 1926 autorizó a António de Oliveira Salazar en Portugal. Más tarde ese año, Salazar restableció el trabajo forzado, ordenando a las autoridades coloniales que obligaran a trabajar a casi todos los pueblos indígenas adultos y varones en las colonias africanas de Portugal. El gobierno les dijo a los trabajadores que solo tendrían que trabajar durante seis meses de cada año. En la práctica, esta obligación era una cadena perpetua de trabajo forzado.. Los derechos civiles de los nativos, que ya no se trataban como leyes naturales, tuvieron que "ganarse" caso por caso bajo la designación de asimilación. Menos del 1% de la población nativa alguna vez logró esta designación. Para 1947, el 40% de los trabajadores morían cada año con una tasa de mortalidad infantil del 60%.
Para 1940 la población blanca en Angola había aumentado a 40 mil, el 2% de la población. La mayoría de estos emigrantes, analfabetos y sin tierra, tomaron las mejores tierras agrícolas, independientemente de su disponibilidad, sin compensar a los propietarios existentes. Las autoridades expulsaron a los nativos y los obligaron a cosechar maíz, café y frijoles. Los nativos podrían "ofrecerse como voluntarios" para trabajar en las plantaciones, como voluntários o en el servicio militar obligatorio, trabajando por $ 1.50 por mes como contratados. Este sistema de trabajo forzado llevó a 500,000 angoleños a huir, creando una escasez de mano de obra, lo que a su vez creó la necesidad de más trabajadores para la economía colonial. En 1947, el 40% de los trabajadores forzados murieron cada año, con una tasa de mortalidad infantil del 60% en el territorio (según las estimaciones de 2007 del World Factbook, la tasa de mortalidad infantil (muertes / 1,000 nacimientos vivos) en la actual Angola era 184.44 - el peor resultado entre todos los países del mundo). El historiador Basil Davidson visitó Angola en 1954 y encontró que el 30% de todos los varones adultos trabajaban en estas condiciones; "Probablemente hubo más coerción que nunca". Marcelo Caetano, Ministro de las Colonias de Portugal, reconoció los defectos inherentes en el sistema, que describió como el uso de nativos "como piezas de equipo sin ninguna preocupación por sus anhelos, intereses o deseos". El Parlamento celebró una sesión cerrada en 1947 para discutir el deterioro de la situación. Henrique Galvão, diputado angoleño de la Asamblea Nacional Portuguesa, leyó su "Informe sobre problemas nativos en las colonias portuguesas". Galvão condenó los "vergonzosos ultrajes" que había descubierto, el trabajo forzado de "mujeres, niños, enfermos y [de] viejos hombres decrépitos". Concluyó que en Angola, "solo los muertos están realmente exentos del trabajo forzado". El control del gobierno sobre los nativos eliminó el incentivo del trabajador-empleador para mantener con vida a sus empleados porque, a diferencia de otras sociedades coloniales, el estado reemplazó a los trabajadores fallecidos sin cobrar directamente al empleador. El gobierno portugués refutó el informe y arrestó a Galvão en 1952. En 1961, Galvão estuvo involucrado en el secuestro de un crucero de lujo portugués.

### Revuelta de Baixa de Cassanje
Los trabajadores empleados por Cotonang, una empresa de plantaciones de algodón portuguesa-belga, se rebelaron el 3 de enero y pidieron a los portugueses que mejorasen sus derechos laborales y abandonar Angola. La revuelta, comúnmente considerada la primera batalla de la Guerra de Independencia de Angola, terminó en un baño de sangre.
Los manifestantes nativos atacaron la fortaleza de São Paulo, la prisión y el establecimiento militar más grande de Luanda, tratando de liberar a los prisioneros y asesinando a siete policías. Las autoridades portuguesas mataron a cuarenta atacantes antes de que bandas de angoleños blancos cometieran actos aleatorios de violencia contra la mayoría étnica.
Las autoridades portuguesas asesinaron a 49 personas el 5 de febrero. El 10 de febrero, reprimieron otro intento fallido de liberar a los prisioneros. Los agricultores de Bakongo y los trabajadores de los cafetales se rebelaron el 15 de marzo, cerca de Baixa de Cassanje, matando a angoleños blancos y trabajadores negros, quemando plantaciones, puentes, instalaciones gubernamentales y estaciones de policía, y destruyendo barcazas y transbordadores. La Fuerza Aérea portuguesa respondió bombardeando un área de 320 kilómetros (200 millas) con napalm matando a 20,000 personas, incluidos 750 angoleños blancos, en los primeros seis meses de 1961.
El ejército y la fuerza aérea portugueses aplazaron el levantamiento y ocultaron el incidente a la prensa. El Movimiento Popular para la Liberación de Angola (MPLA) dijo que el ejército portugués mató a diez mil personas en la masacre. [14] Las estimaciones conservadoras son alrededor de 400 víctimas. Estos eventos se consideran el comienzo de la guerra colonial portuguesa (1961-1974).

## Después de la independencia
Tras la independencia de Angola de Portugal en 1975, durante la guerra civil angoleña (1975-2002), tanto el grupo de oposición más grande, la Unión Nacional para la Independencia Total de Angola (UNITA), como el gobierno, utilizaron niños soldados en la guerra civil. Se estima que hasta 11,000 niños estuvieron involucrados en los últimos años de la lucha.
Actualmente en Angola se informan altos niveles de trata de niños, explotación sexual comercial, pornografía, trabajo forzado, esclavitud sexual y otras formas de explotación, en parte debido al colapso causado por la guerra civil de las estructuras sociales y mecanismos de seguridad tradicionalmente activos antes de la independencia. Angola es un país de origen para un número significativo de hombres, mujeres y niños traficados con fines de trabajo forzado o explotación sexual. Los niños han sido traficados internamente y también a Namibia y Sudáfrica con fines de explotación sexual, trabajo doméstico y comercial. El Gobierno de Angola no cumple plenamente con las normas mínimas para la eliminación de la trata. 